# بخش کمره
بخش کمره یکی از دو بخش شهرستان خمین در استان مرکزی ایران است.
بخشداران این بخش از سال۱۳۸۰ تا ۱۳۸۶، حجت الله کاظمی و از سال ۱۳۸۶ تا ۱۳۹۱ احسان مرادی بودند.

## مردم
مردم این بخش بیشتر لر و ترک می باشند.

## تقسیمات کشوری
- دهستانهای بخش کمره شهرستان خمین:
  - دهستان چهارچشمه
  - دهستان خرم‌دشت
- نقطه شهری: قورچی‌باشی

## جمعیت
بنابر سرشماری مرکز آمار ایران، جمعیت بخش کمره شهرستان خمین در سال ۱۳۸۵ برابر با ۱۴۸۹۴ نفر بوده است.